# Оругеро малий
Оруге́ро малий (Lalage sharpei) — вид горобцеподібних птахів родини личинкоїдових (Campephagidae). Ендемік Самоа.

## Опис
Довжина птаха становить 13 см. Верхнея частина тіла коричнева, нижня частина тіла білка, на боках коричневий лускоподібний візерунок. Дзьоб оранжевий, очі білуваті.

## Підвиди
Виділяють два підвиди:
- L. s. sharpei Rothschild, 1900 — острів Уполу;
- L. s. tenebrosa Mayr & Ripley, 1941 — острів Саваї.

## Поширення і екологія
Малі оругеро живуть в рівнинних тропічних лісах, на плантаціях і пасовищах. Зустрічаються на висоті до 600 м на острові Саваї та на висоті до 200 м на острові Уполу.

## Збереження
МСОП класифікує стан збереження цього виду як близький до загрозливого. Малим оругеро загрожує знищення природного середовища.